# Бусел, Яков Григорьевич
Яков Григорьевич Бусел (псевдонимы «Днепровский», «Галина», «Заславский», «Киевский», «Шахтёр»; 26 января 1912 года — 15 сентября 1945) — политический деятель, публицист, член Провода ОУН (с августа 1943 года), заместитель проводника ОУН и заместитель командира УПА-Север (первая половина 1944 года), начальник политотдела Главного военного штаба УПА (1944—1945).
Рыцарь Золотого Креста Заслуги (посмертно).
Брат — Александр Бусел.

## Биография
Бусел учился на юридическом факультете Львовского университета (1932—1933), на каникулах вёл организационную работу в Клевани на Ровенщине.
В 1933 году стал уездным комендантом ОУН Ровенской области. Арестован польской полицией 10 сентября 1933 года, осуждён Ровенским окружным судом 1 июня 1934 года за принадлежность к ОУН на 4 года. Вышел на свободу 3 января 1936 года по амнистии.
Был организационным референтом краевого провода ОУН на северо-западе (1936—1937). Вторично арестован в июне 1937 года. Осуждён на Ровенском процессе (22—26 мая 1939) на 12 лет. Вышел на свободу в сентябре 1939 года. Сотрудник политико-пропагандистской ячейки при Проводе ОУН в Кракове (1940—1941).
Один из организаторов и участник Второго большого сбора ОУН(б) (апрель 1941). В течение 1941—1944 годов возглавлял краевой политическо-пропагандистский центр, редактировал все подпольные издания на Северо-западных украинских землях (1935—1937). Редактор таких подпольных изданий ОУН и УПА, как «Информатор» (1942—1943), «Вести с фронта УПА» (1943), «К оружию» (1943—1944) и др.
На Третьем чрезвычайном большом сборе ОУН(б) (август 1943) был избран членом Провода. Инициатор созыва Первой конференции порабощённых народов Востока Европы и Азии (ноябрь 1943). С февраля по август 1944 года, как заместитель проводника ОУН и заместитель командира УПА-Север руководил всем повстанческим движением края, поскольку в это время Дмитрий Клячкивский находился на немецкой части за линией фронта. Летом 1944 года участвовал в создании Национально-освободительной революционной организации. Руководитель политвышкола при Проводе ОУН, начальник политвоспитательного отдела Главного военного штаба УПА (1944—1945).
Печатался в подпольных изданиях, издал брошюру «Советский патриотизм». В феврале — марте 1945 года участвовал в переговорах с представителями НКВД о возможном перемирии: со стороны УПА также был делегирован Дмитрий Майивский, со стороны НКВД — полковник госбезопасности С. Т. Даниленко-Карин (по легенде — исполняющий обязанности уполномоченного Совета по делам религиозных культов при правительстве УССР Даниленко) и майор Львовского УНКГБ А. А. Хорошун (по легенде — сотрудник облисполкома Головко). Переговоры были сорваны фактически после того, как письмо с предложениями советской стороны, направленное Центральному проводу ОУН и Степану Бандере, было передано Бандерой неким официальным лицам Третьего рейха.
Осенью 1945 года руководил общественно-политической референтурой краевого провода на Волыни.
По оценке Василия Кука, Бусел был настоящим идеологическим наставником УПА, а Пётр Полтава, Осип Дякив-Горновый — его учениками и помощниками.
Погиб 15 сентября 1945 года в бою с подразделением внутренних войск НКВД в селе Бышки (Козовский район), Тернопольская область.